# Bacsa Patrik
Bacsa Patrik (Miskolc, 1992. június 3. –) magyar labdarúgó, többször pályára lépett a U19-es és - a U21-es válogatottban is.

## Pályafutása

### Klubcsapatokban

#### DVTK
Patrik a Diósgyőri VTK saját nevelésű játékosa. A DVTK tartalékcsapatában 10 mérkőzésen 2 gólt szerzett, míg a DVTK U19-es csapatában 19 mérkőzésen 15 gólt jegyzett.
2010. május 2-án debütált a DVTK színeiben az NB1-ben a ZTE ellen a második félidőben lépett pályára. Három nappal később a Nyíregyháza ellen a 73. percben lépett pályára. A következő mérkőzésen kezdőjátékos ként játszott a Paksi FC ellen, a mérkőzésen végig a pályán volt. Május 15-én a FTC ellen kezdőként 63 percet töltött pályán. A szezon során több mérkőzésen nem szerepelt az első csapat színeiben.
A 2010/11-es szezont a NB2-ben folytatta, mivel csapata kiesett az első osztályból. Patrik először 2011. március 19-én (18. forduló) lépett pályára az Újpest FC II ellen a 78. percben cserélték be. Egy héttel később a Vecsési FC ellen a 67. percben lépett pályára és alig több mint tíz percre volt szüksége, ahhoz hogy betaláljon az ellenfél kapujába. A Bőcs KSC ellen kezdőként lépett pályára, de a 81. percben lecserélték. A szezonban további négy mérkőzésen lépett pályára. Klubja a DVTK megnyerte az NB2 Keleti-csoportját, így egy év távollét után ismét az első osztályba szerepelhet a következő szezonban.
2011. július 31-én (3. forduló) lépett pályára csereként először a szezonban a Kecskeméti TE ellen, majd négy hónappal később a FTC ellen szintén csereként. 2011. november 30-án a Magyar kupában is bemutatkozott csereként a Győri ETO ellen. Május 4-én a Pécs ellen Tisza Tibornak gólpasszt adott, majd másfél héttel később a Budapest Honvéd ellen ismét gólpasszt jegyzett Tiszának. Első és második gólját is a bajnokság zárófordulójában szerezte meg a Vasas SC ellen. Az első gólját a mérkőzés 3. percében szerezte José Luquétól kapott egy nagyszerű labdát, amit Patrik megtolt és a kapus lába között a hálóba rúgta. Második góljához ismét Luque-tól kapott labdát, lefutotta a védőit és a kirohanó kapus mellett, ballal a hosszú sarokba emelte a labdát. A szezonban 10 bajnokin 2 gólt szerzett, valamint 2 gólpasszt is kiosztott és egy alkalommal a Magyar kupában is pályára lépett.
A 2012-13-as szezon már a negyedik éve a Diósgyőri VTK első csapatában. A szezon elején a 92-es számot, 9-esre cserélte. 2012. július 27-én már az első fordulóban pályára lépett az Újpest FC ellen csereként a 70. percben váltotta L´Imam Seydi-t. Augusztus 25-én a BFC Siófok ellen szezonbeli első gólját szerezte meg, Gohér Gergő kanyarította középre a labdát Bacsa pedig a védőit megelőzve fejeltem a hosszú sarokba a labdát. Szeptember 21-én a Paks ellen a 4.percben Fernando Fernández remek labdával ugratta ki a bal oldalon, majd Bacsa a rövid felsőbe lőtte a labdát. A mérkőzést ezzel a góllal nyerték meg 1-0-ra.

#### Kisvárda
2017. január 24-én az NB II-es Kisvárda FC-hez került kölcsönbe.

#### Újpest
2020 januárjában az Újpest FC szerződtette. Másfél évig volt a lila-fehér klub játékosa, ezalatt 39 tétmérkőzésen lépett pályára, a 2020–21-es szezonban Magyar Kupát nyert a csapattal.

#### Győri ETO
2021. július 14-én a másodosztályú ETO FC Győr igazolta le. Másfél év alatt 54 mérkőzésen lépett pályára, 13 gólt szerzett.

#### Kazincbarcika
2023 februárjában a másodosztályú Borsod megyei csapathoz igazolt. Március 19-én a Győri ETO ellen 1–1-re végződő idegenbeli mérkőzésen szerezte első gólját kék-sárga színekben.

### A válogatottban

#### U19-es válogatott
2011. április 11-én debütált az U19-es válogatottban Izraeli U19-es válogatott ellen, kezdőként lépett pályára, majd a 63. percben Zamostny Balázs váltotta.

#### U21-es válogatott
2011. október 12-én Szlovénia ellen a 87. percben Baráth Botond nagy bedobása után 5 méterről fejelt a hálóba.

## Statisztika

### Klubcsapatokban
2023. május 21-én frissítve.
| Szezon             | Klub               | Bajnokság          | Bajnokság | Bajnokság | Kupa    | Kupa  | Ligakupa | Ligakupa | Nemzetközi | Nemzetközi | Összesen | Összesen |
| Szezon             | Klub               | Bajnokság          | Meccsek   | Gólok     | Meccsek | Gólok | Meccsek  | Gólok    | Meccsek    | Gólok      | Meccsek  | Gólok    |
| ------------------ | ------------------ | ------------------ | --------- | --------- | ------- | ----- | -------- | -------- | ---------- | ---------- | -------- | -------- |
| 2009–10            | DVTK               | NB1                | 4         | 0         | 0       | 0     | 2        | 0        | -          | -          | 6        | 0        |
| 2010–11            | DVTK               | NB2                | 8         | 1         | 0       | 0     | 0        | 0        | -          | -          | 8        | 1        |
| 2011–12            | DVTK               | NB1                | 10        | 2         | 1       | 0     | 3        | 0        | -          | -          | 14       | 2        |
| 2012–13            | DVTK               | NB1                | 27        | 3         | 3       | 1     | 3        | 1        | -          | -          | 33       | 5        |
| 2013–14            | DVTK               | NB1                | 29        | 8         | 8       | 2     | 8        | 7        | -          | -          | 45       | 17       |
| 2014–15            | DVTK               | NB1                | 28        | 6         | 3       | 1     | 5        | 3        | 6          | 2          | 42       | 12       |
| 2015–16            | DVTK               | NB1                | 28        | 4         | 3       | 1     | 0        | 0        | -          | -          | 31       | 5        |
| 2016–17            | DVTK               | NB1                | 18        | 1         | 3       | 0     | 0        | 0        | -          | -          | 21       | 1        |
| 2017–18            | DVTK               | NB1                | 19        | 1         | 5       | 1     | 0        | 0        | -          | -          | 24       | 2        |
| 2018–19            | DVTK               | NB1                | 27        | 1         | 3       | 0     | 0        | 0        | -          | -          | 30       | 1        |
| 2019–20            | DVTK               | NB1                | 9         | 1         | 2       | 0     | 0        | 0        | -          | -          | 11       | 1        |
| DVTK összesen      | DVTK összesen      | DVTK összesen      | 207       | 28        | 31      | 6     | 21       | 11       | 6          | 2          | 265      | 47       |
| 2016–17            | Kisvárda           | NB1                | 13        | 0         | 0       | 0     | 0        | 0        | -          | -          | 13       | 0        |
| Kisvárda összesen  | Kisvárda összesen  | Kisvárda összesen  | 13        | 0         | 0       | 0     | 0        | 0        | 0          | 0          | 13       | 0        |
| 2019–20            | Újpest FC          | NB1                | 14        | 2         | 0       | 0     | 0        | 0        | -          | -          | 14       | 2        |
| 2020–21            | Újpest FC          | NB1                | 22        | 0         | 3       | 1     | 0        | 0        | -          | -          | 25       | 1        |
| Újpest összesen    | Újpest összesen    | Újpest összesen    | 36        | 2         | 3       | 1     | 0        | 0        | 0          | 0          | 39       | 3        |
| 2021–22            | Győri ETO FC       | NB2                | 37        | 7         | 5       | 2     | 0        | 0        | -          | -          | 42       | 9        |
| 2022–23            | Győri ETO FC       | NB2                | 8         | 0         | 1       | 0     | 0        | 0        | -          | -          | 9        | 0        |
| Győri ETO összesen | Győri ETO összesen | Győri ETO összesen | 45        | 7         | 6       | 2     | 0        | 0        | 0          | 0          | 51       | 9        |
| 2022–23            | Kazincbarcikai SC  | NB2                | 15        | 1         | 0       | 0     | 0        | 0        | -          | -          | 15       | 1        |
| KBSC összesen      | KBSC összesen      | KBSC összesen      | 15        | 1         | 0       | 0     | 0        | 0        | 0          | 0          | 15       | 1        |
| Karrier összesen   | Karrier összesen   | Karrier összesen   | 316       | 38        | 40      | 9     | 21       | 11       | 6          | 2          | 383      | 60       |

## Sikerei, díjai
Diósgyőri VTK
- Magyar ligakupa: 2013–14

 Újpest FC
- Magyar kupagyőztes: 2020–21